# Neoderomyia fulvipes
Neoderomyia fulvipes là một loài ruồi trong họ Asilidae. Neoderomyia fulvipes được Philippi miêu tả năm 1865.